# انتخابات الرئاسة الفنزويلية 2006
انتخابات الرئاسة الفنزويلية 2006 هي الانتخابات الرئاسية التي جرت في 3 ديسمبر 2006، لانتخاب رئيس فنزويلا، فاز بالانتخابات هوغو تشافيز.